# متنزه وادي حنيفة
يقع متنزه وادي حنيفة في الرياض ويعتبر ما أهم الأماكن السياحية في المملكة العربية السعودية. يصل طوله إلى 80 كيلو مترًا. ويضم المتنزه العديد من أوجه الجمال والإطلالات المذهلة على المساحات الخضراء والعديد من المتنزهات الرائعة والبحيرات، بالإضافة إلى المطاعم، والمقاهي، وموقف خاص للسيارات، كما يضم ممرات المشاة المميزة، وملاعب كرة، والمرافق الخدمية والمصليات.

## المتنزهات بداخله
يضم متنزه وادي حنيفة بداخله خمس متنزهات هي:
- متنزه سد العلب: عادة ما يزوره الناس عند اعتدال الطقس وهطول الأمطار، حيث تتجمع فيه المياه من شعيب العمارية والحيسية. يحتوي على ممرات للمشاة بطول 5.5 كيلو مترًا، وجلسات للزوار (93) جلسة، ومواقف سيارات تتسع لـ 200 سيارة، ورصيف للمشاة بطول 2 كيلو مترًا.

- متنزه سد وادي حنيفة: يقع السد في بطن وادي حنيفة؛ حيث يحجز المياه المتدفقة من الشمال. وقد تم إنشاء سد وادي حنيفة في عهد الملك سعود. ويحتوي على ممر للمشاة بطول 5.6 كيلو مترًا، ومزود بـ 27 جلسة للمتنزهين.
- متنزه السد الحجري في متنزه وادي حنيفة: يتمتع السد بعدد كبير من أشجار النخيل والأشجار الصحراوية. وتبلغ مساحة بحيرنه نحو 10000 متر مربع وبعمق يصل إلى مترين، وممرات للمشاة بطول 4.5 كيلو مترًا، وجلسات للمتنزهين حول البحيرة.
- بحيرة المصانع: تبلغ مساحة البحيرة 40000 متر مربع، وعمقها حوالي 10 أمتار. تتضمن البحيرة ممرات للمشاة بطول 4 كيلو مترًا، كما تتضمن 22 جلسة للمتنزهين
- بحيرة الجزعة: تبلغ مساحة البحيرة 35000 مترمربع، وعمقها حوالي 3 أمتار. يتميز متنزه بحيرة الجزعة باحتوائه على أعداد كبيرة من أشجار النخيل والشجيرات الصحراوية. تتضمن البحيرة ممرات للمشاة بطول 5.5 كيلو مترًا بالإضافة إلى 37 جلسة للمتنزهين.[2][3]

## الجوائز
حصل على 3 جوائز عالمية آخرها جائزة الآغا خان للعمارة العالمية.